# Gaspare Sommaripa
Gaspare Sommaripa (zm. 1402) – władca Paros w latach 1390-1402.
Był od 1390 roku mężem Marii Sanudo, córki Florencji Sanudo, weneckiej władczyni Księstwa Naksos. Ich synem i następcą był Crusino I Sommaripa. 